# Nazionale maschile di hockey su ghiaccio della Thailandia
La nazionale di hockey su ghiaccio maschile della Thailandia (ฮอกกี้น้ำแข็งทีมชาติไทย) è controllata dalla federazione thailandese di hockey su ghiaccio, ed è la selezione che rappresenta il Paese nelle competizioni internazionali di questo sport.